# Guaibasauridae
Guaibasauridae – grupa wczesnych dinozaurów gadziomiednicznych o niepewnej pozycji filogenetycznej.
Nazwa Guaibasauridae została ukuta w 1999 roku przez José Bonapartego i współpracowników, którzy użyli jej jako nazwy monotypowej rodziny obejmującej rodzaj Guaibasaurus. W 2007 roku opisano drugi okaz Guaibasaurus candelariensis, który pozwolił na dokładniejsze porównanie guajbazaura z innymi wczesnymi dinozaurami gadziomiednicznymi. Bonaparte i współpracownicy stwierdzili, że Saturnalia również może być zaklasyfikowana do Guaibasauridae, jednak nie przeprowadzili analizy kladystycznej, która mogłaby wesprzeć ich hipotezę, ani nie przedstawili definicji filogenetycznej Guaibasauridae jako nazwy kladu. Do grupy tej wstępnie zaliczyli również słabo poznany rodzaj Agnosphitys.
Pozycja filogenetyczna gatunku Guaibasaurs candelariensis jest niepewna – w większości analiz był uznawany za bazalnego dinozaura gadziomiednicznego lub bazalnego teropoda, jednak według badania Martína Ezcurry i Fernanda Novasa jest zauropodomorfem blisko spokrewnionym z saturnalią, Agnosphitys, Panphagia, Chromogisaurus oraz nienazwaną dotąd formą z Indii. W przeciwieństwie do wcześniejszych interpretacji, Ezcurra i Novas (2009) oraz Ezcurra (2010) nie uznali Panphagia za najbardziej bazalnego znanego zauropodomorfa. Według nich grupa Guaibasauridae znajduje się u podstawy drzewa filogenetycznego zauropodomorfów. Stwierdzają, że Guaibasauridae to klad wczesnych dinozaurów, który wyewoluował w karniku – noryku, a jego przedstawiciele mieli duży zasięg występowania. Analiza kladystyczna przeprowadzona przez Ezcurrę zasugerowała siostrzane relacje pomiędzy Chromogisaurus a saturnalią, a klad obejmujący te dwa rodzaje otrzymał nazwę Saturnaliinae. Niektórzy analizy wspierają hipotezę Ezcurry, potwierdzając przynależność Guaibasauridae do zauropodomorfów, jednak według Langera i współpracowników – którzy przeprowadzili rewizję Guaibasaurus candelariensis – gatunek ten należy do teropodów, a nie zauropodomorfów, i tym samym nie jest blisko spokrewniony z przynajmniej niektórymi taksonami włączonymi przez Ezcurrę do Guaibasauridae (spośród nich autorzy w swojej analizie uwzględnili jedynie Saturnalia tupiniquim).